# الکساندرا ارماکووا
الکساندرا ارماکووا (به انگلیسی: Alexandra Ermakova) ژیمناست زادهٔ ۲۴ نوامبر ۱۹۹۲ میلادی اهل کشور روسیه است.